# Centre international de physiologie et d'écologie des insectes
Le Centre international de physiologie et d'écologie des insectes (ICIPE, International Centre of Insect Physiology and Ecology) est un institut international de recherche fondamentale et appliquée en entomologie, fondé à Nairobi (Kenya) en 1970. Son objectif est de promouvoir la lutte intégrée contre les parasites des cultures et du bétail dans les pays en développement afin de limiter l'utilisation d'insecticides très toxiques.
Cet organisme est membre de l'Association des centres internationaux de recherche et de développement pour l'agriculture (AIRCA, Association of International Research and Development Centers for Agriculture).